# Lysosomale Speicherkrankheit
Lysosomale Speicherkrankheiten (LSK) sind eine Gruppe von etwa 45 erblich bedingten Stoffwechselerkrankungen, die durch Fehlfunktionen im Lysosom ausgelöst werden. Die Erkrankungen sind monogenetisch. In der angelsächsischen Fachliteratur wird meist der Begriff Lysosomal Storage Diseases (LSDs) verwendet.

## Beschreibung
Das Lysosom ist ein in den meisten Körperzellen vorhandenes Zellorganell. Die wichtigste Aufgabe des Lysosoms ist der Abbau („Verdauung“) von körperfremden, aber auch körpereigenen Substanzen. Bei diesen Substanzen handelt es sich um Makromoleküle wie Proteine, Polysaccharide, Nucleinsäuren und Lipide. Der Abbau wird durch eine Reihe von Enzymen katalysiert. Bei den Enzymen handelt es sich um hydrolysierende (aufspaltende) Enzyme, sogenannte Hydrolasen wie beispielsweise Proteasen, Nukleasen und Lipasen.
Ist die Aktivität eines dieser Enzyme deutlich herabgesetzt, das heißt, das Enzym kann den Abbau eines Makromoleküls nicht mehr oder nur erheblich langsamer katalysieren, so reichern sich die abzubauenden Makromoleküle zunächst in der Zelle an. Ab einer bestimmten Konzentration können sie über die Plasmamembran unkontrolliert in die extrazelluläre Matrix gelangen und sich so im gesamten Organismus anreichern.
Die Ursache für eine verminderte Enzymaktivität kann ein Regulationsproblem oder ein Defekt im Genom des betroffenen Patienten sein. Im letzteren Fall kann das codierende Gen durch Mutation so verändert sein, dass das Enzym in seiner Sekundär- oder Tertiärstruktur verändert ist und es weniger wirksam ist. Der genetische Defekt kann an die nächste Generation weitergegeben werden. Je nach Erbgang bedeutet die Weitergabe des Gendefektes nicht automatisch eine Erkrankung der Nachkommen. Mukopolysaccharidose Typ II (Morbus Hunter) und Morbus Fabry werden X-chromosomal, alle anderen autosomal-rezessiv vererbt.
Von der reduzierten Enzymaktivität sind meist die Organe Leber, Milz und Haut, aber auch das Nervensystem, Knorpel und Knochen betroffen.
Neben der reduzierten Enzymaktivität können auch fehlende oder defekte Membrantransporter zu einer Anreicherung (Speicherung) von Stoffwechselprodukten in der Zelle führen. Dies ist bei etwa fünf der bisher bekannten lysosomalen Speicherkrankheiten der Fall.
Der einzelne Defekt im Protein oder Membrantransporter kann zu einem sehr komplexen Krankheitsverlauf führen. Generell werden die lysosomalen Speicherkrankheiten in drei Gruppen eingeteilt: schwere infantile, mittelschwere juvenile und milde adulte Formen.

## Prävalenz
Die Gesamthäufigkeit aller lysosomalen Speicherkrankheiten liegt bei etwa 1 auf 7500 bis 8000 Neugeburten.

## Therapie
Es besteht die Möglichkeit, gentechnisch erzeugte Enzyme mittels Infusion den betroffenen Patienten zuzuführen. Die Enzymersatztherapie (ERT) ist bei einigen Krankheiten wie beispielsweise Morbus Hunter (Idursulfase) oder Morbus Gaucher (Imiglucerase) mittlerweile ein etabliertes Verfahren. Daneben hat sich bei einigen Syndromen die Stammzelltransplantation bewährt.
Die Enzymersatztherapie bietet nur für innere Organe und Bindegewebe eine Behandlungsmöglichkeit. Im Fall von Knochengewebe oder im Bereich des Zentralnervensystems versagt sie, denn die Blut-Hirn-Schranke stellt für Enzyme eine unüberwindbare Barriere dar. In solchen Fällen können niedermolekulare Verbindungen, die eine Neubildung der im Lysosom nicht abbaubaren Makromoleküle verhindern oder zumindest reduzieren, einen Therapieansatz darstellen (Substratreduktionstherapie (SRT)).
Ein weiterer Therapieansatz ist die Chaperon-Therapie. Mit ihr sollen die defekten Enzyme in vivo aktiviert werden. Als Wirkstoff sollen dabei zuckerähnliche Substanzen zum Einsatz kommen, die positiv auf die richtige Faltung der Enzyme einwirken und so die Aktivität der Enzyme erhöhen, beziehungsweise deren Abbau im Proteasom im Rahmen der Proteinqualitätskontrolle verhindern. Der Name ist insofern irreführend, als dass lediglich die Funktion eines Chaperons (einer Klasse von Proteinen, die ebenfalls bei der Faltung von Polypeptidketten beteiligt sind) imitiert werden soll, aber tatsächlich Iminoaldite (pharmakologische Chaperone) statt der körpereigenen molekularen Chaperonen verwendet werden.
Die Wirksamkeit dieser Wirkstoffklasse wird derzeit bei Morbus Gaucher und Morbus Fabry (Migalastat, in klinischer Phase III) erprobt.
Es ist noch kein zugelassener Wirkstoff erhältlich.
Ein vielversprechender zukünftiger, aber noch weitgehend in den Anfängen befindlicher, Therapieansatz ist die Gentherapie.

## Die Einzelkrankheiten
| Syndrom                                                | Enzym/Transporter                                      | Chromosom/Genlocus (Gen) | Prävalenz                               | ICD-10 | OMIM   |
| ------------------------------------------------------ | ------------------------------------------------------ | ------------------------ | --------------------------------------- | ------ | ------ |
| Mukopolysaccharidosen                                  |                                                        |                          |                                         |        |        |
| Hurler-Pfaundler-Syndrom (MPS I-H)                     | α-L-Iduronidase                                        | 4q16.3                   |                                         | E76.0  | [ 8 ]  |
| Scheie-Krankheit (MPS I-S)                             | α-L-Iduronidase                                        | 4q16.3                   |                                         |        | [ 9 ]  |
| Hurler-Scheie-Syndrom (MPS I-H/S)                      | α-L-Iduronidase                                        | 4q16.3                   |                                         | E76.0  | [ 10 ] |
| Hunter-Syndrom (MPS II)                                | Iduronat-2-Sulfatase                                   | Xq27.3-28                | 1:136.000                               | E76.1  | [ 11 ] |
| Sanfilippo-Syndrom Typ A (MPS IIIA)                    | Heparansulfatsulfamidase (SGSH)                        | 17q25.3                  | 1:114.000                               | E76.2  | [ 12 ] |
| Sanfilippo-Syndrom Typ B (MPS IIIB)                    | α-N-Acetylglukoseamidase (NAGLU)                       | 17q21                    | 1:211.000                               | E76.2  | [ 13 ] |
| Sanfilippo-Syndrom Typ C (MPS IIIC)                    | Acetyl-CoA α-Glukosaminid-N-Acetyltransferase (HGSNAT) | 8p11.1                   | 1:1.407.000                             | E76.2  | [ 14 ] |
| Sanfilippo-Syndrom Typ D (MPS IIID)                    | N-Acetyl-Glukosamin-6-Sulfatsulfatase (GNS)            | 12q14                    | 1:1.056.000                             | E76.2  | [ 15 ] |
| Morquio-Syndrom Typ A (MPS IVA)                        | N-Acetyl-Glukosamin-6-Sulfatsulfatase                  | 16q24.3                  | 1:169.000                               | E76.2  | [ 16 ] |
| Morquio-Syndrom Typ B (MPS IVB)                        | β-Galactosidase                                        | 3p21.3                   |                                         | E76.2  | [ 17 ] |
| Morquio-Syndrom Typ C (MPS IVC)                        |                                                        |                          |                                         | E76.2  | [ 18 ] |
| Maroteaux-Lamy-Syndrom (MPS VI)                        | Arylsulfatase B                                        | 5q11-13 (ARSB)           | 1:235.000                               | E76.2  | [ 19 ] |
| Sly-Syndrom (MPS VII)                                  | β-Glucuronidase                                        | 7q21.1-11                | 1:2.111.000                             | E76.2  | [ 20 ] |
| Mukolipidosen (ML)                                     |                                                        |                          | 1:325000                                |        |        |
| Sialidose Typ II (ML Typ I)                            | Neuraminidase                                          | 6p21.3                   | 1:>4.200.000                            | E77.1  | [ 21 ] |
| I-Zellkrankheit (ML Typ IIα/β)                         | Phosphotransferase                                     | 12q23.3 (GNPTAB)         | 1:330.000 (inkl. ML III)                | E77.0  | [ 22 ] |
| Pseudo-Hurler-Polydystrophie (ML Typ IIIα/β)           | Phosphotransferase                                     | 12q23.3 (GNPTAB)         | 1:330.000 (inkl. ML II)                 | E77.0  | [ 23 ] |
| Sialolipidose (ML Typ IV)                              | Mucolipin-1                                            | 19p13.3-p13.2 (MCOLN1)   |                                         | E75.1  | [ 24 ] |
| Sphingolipidosen                                       |                                                        |                          |                                         |        |        |
| GM1-Gangliosidose Typ I                                | β-Galactosidase                                        | 3p21.3 (GLB1)            | 1:384.000 (Typ I, II + III)             | E75.1  | [ 25 ] |
| GM1-Gangliosidose Typ II                               | β-Galactosidase                                        | 3p21.3                   | 1:384.000 (Typ I, II + III)             | E75.1  | [ 26 ] |
| GM1-Gangliosidose Typ III                              | β-Galactosidase                                        | 3p21.3                   | 1:384.000 (Typ I, II + III)             | E75.1  | [ 27 ] |
| Tay-Sachs-Syndrom                                      | β-Hexosaminidase A                                     | 15q23-24 (HEXA)          | 1:201.000                               | E75.0  | [ 28 ] |
| Sandhoff-Krankheit                                     | β-Hexosaminidase A & B                                 | 5q13 (HEXB)              | 1:130.000                               | E75.0  | [ 29 ] |
| Tay-Sachs-Syndrom AB Variante (GM2-Aktivator-Mangel)   | GM2-Aktivator                                          | 5q31.3-q33.1             |                                         | E75.0  | [ 30 ] |
| Morbus Fabry                                           | α-Galactosidase                                        | Xq22 (GLA)               | 1:117.000                               | E75.2  | [ 31 ] |
| Morbus Gaucher Typ I                                   | Glucocerebrosidase                                     | 1q22 (GBA)               | 1:57.000 (alle Morbus Gaucher zusammen) | E75.2  | [ 32 ] |
| Morbus Gaucher Typ II                                  | Glucocerebrosidase                                     | 1q22 (GBA)               | 1:57.000 (alle Morbus Gaucher zusammen) | E75.2  | [ 33 ] |
| Morbus Gaucher Typ III                                 | Glucocerebrosidase                                     | 1q22 (GBA)               | 1:57.000 (alle Morbus Gaucher zusammen) | E75.2  | [ 34 ] |
| Morbus Gaucher Typ IIIC                                | Glucocerebrosidase                                     | 1q22 (GBA)               | 1:57.000 (alle Morbus Gaucher zusammen) | E75.2  | [ 35 ] |
| Morbus Gaucher perinatal letal                         | Glucocerebrosidase                                     | 1q22 (GBA)               | 1:57.000 (alle Morbus Gaucher zusammen) | E75.2  | [ 36 ] |
| Metachromatische Leukodystrophie (MLD)                 | Arylsulfatase A                                        | 22q13.3 (ARSA)           | 1:92.000                                | E75.2  | [ 37 ] |
| Saposin-B-Mangel                                       | Saposin B                                              | 10q22.1 (PSAP)           |                                         |        | [ 38 ] |
| Morbus Krabbe                                          | Galactosylceramidase                                   | 14q31 (GALC)             | 1:201.000                               | E75.2  | [ 39 ] |
| Morbus Krabbe atypisch, SAPOSIN-A-Mangel               | Saposin A                                              | 10q22.1 (PSAP)           |                                         |        | [ 40 ] |
| Niemann-Pick-Krankheit Typ A                           | Sphingomyelinase                                       | 11p15.4-p15.1 (SMPD1)    | 1:218.000 (A+B zusammen)                | E75.2  | [ 41 ] |
| Niemann-Pick-Krankheit Typ B                           | Sphingomyelinase                                       | 11p15.4-p15.1 (SMPD1)    | 1:218.000 (A+B zusammen)                | E75.2  | [ 42 ] |
| Niemann-Pick-Krankheit Typ C1                          | NPC1-Protein                                           | 18q11-q12 (NPC1)         | 1:211.000                               | E75.2  | [ 43 ] |
| Niemann-Pick-Krankheit Typ C2                          | NPC2-Protein                                           | 1424.3 (NPC2)            |                                         | E75.2  | [ 44 ] |
| Morbus Gaucher Saposin-C-Mangel                        | Saposin C                                              | 10q22.1 (PSAP)           |                                         | E75.2  | [ 45 ] |
| Farber-Syndrom                                         | saure Ceramidase                                       | 8p22-p21.3 (ASAH)        |                                         | E75.2  | [ 46 ] |
| Multipler Sulfatase-Mangel                             | Fgly-Generating Enzyme                                 | 3p26 (SUMF1)             | 1:407.000                               | E75.2  | [ 47 ] |
| Oligosaccharidosen                                     |                                                        |                          |                                         |        |        |
| α-Mannosidose                                          | α-Mannosidase                                          | 19cen-q12 (MAN2B1)       | 1:1.056.000                             | E77.1  | [ 48 ] |
| β-Mannosidose                                          | β-Mannosidase                                          | 4q22-q25 (MANBA)         |                                         | E77.1  | [ 49 ] |
| Fukosidose                                             | α-Fucosidase                                           | 1p34 (FUCA1)             | 1:2.000.000                             | E77.1  | [ 50 ] |
| Aspartylglukosaminurie                                 | Aspartylglukosaminidase                                | 4q32-33 (AGA)            | 1:2.111.000                             | E77.1  | [ 51 ] |
| Morbus Schindler Typ I                                 | α-Galactosaminidase                                    | 22q11 (NAGA)             | 1:528.000                               | E74.2  | [ 52 ] |
| Sialinsäure-Speicherkrankheit infantil (ISSD)          | Sialinsäure-Transporter (Sialin)                       | 6q14-15 (SLC17A5)        | 1:500.000                               | E77.1  | [ 53 ] |
| Sialinsäure-Speicherkrankheit adult (Salla-Krankheit)  | Sialinsäure-Transporter (Sialin)                       | 6q14-15 (SLC17A5)        | 1:500.000                               | E77.1  | [ 54 ] |
| Galaktosialidose (Goldberg-Syndrom)                    | Protektives Protein                                    | 20q13.1 (GLB2)           |                                         | E77.8  | [ 55 ] |
| Neuronale Ceroid-Lipofuszinosen                        |                                                        |                          |                                         |        |        |
| Neuronale Ceroid-Lipofuszinose 1                       | Palmitoyl-Thio-Esterase                                | 1p32 (CLN1)              |                                         | E75.4  | [ 56 ] |
| Neuronale Ceroid-Lipofuszinose 2                       | Tripeptidyl-Peptidase 1                                | 11p15.5 (TPP1)           |                                         | E75.4  | [ 57 ] |
| Neuronale Ceroid-Lipofuszinose 3 (Batten-Syndrom)      |                                                        | 16p12.1 (CLN3)           |                                         | E75.4  | [ 58 ] |
| Neuronale Ceroid-Lipofuszinose 4A                      |                                                        |                          |                                         | E75.4  | [ 59 ] |
| Neuronale Ceroid-Lipofuszinose 4B                      |                                                        |                          |                                         | E75.4  | [ 60 ] |
| Neuronale Ceroid-Lipofuszinose 5                       |                                                        | 13q21.1-q32 (CLN5)       |                                         | E75.4  | [ 61 ] |
| Neuronale Ceroid-Lipofuszinose 6                       |                                                        | 15q21-q23 (CLN6)         |                                         | E75.4  | [ 62 ] |
| Neuronale Ceroid-Lipofuszinose 7                       |                                                        | 4q28.1-q28.2 (MFSD8)     |                                         | E75.4  | [ 63 ] |
| Neuronale Ceroid-Lipofuszinose 8                       |                                                        | 8p23 (CLN8)              |                                         | E75.4  | [ 64 ] |
| Neuronale Ceroid-Lipofuszinose 8 (nordische Epilepsie) |                                                        | 8p23 (CLN8)              |                                         | E75.4  | [ 65 ] |
| Neuronale Ceroid-Lipofuszinose 9                       |                                                        |                          |                                         | E75.4  | [ 66 ] |
| Neuronale Ceroid-Lipofuszinose 10                      |                                                        | 11p15.5 (CTSD)           |                                         | E75.4  | [ 67 ] |
| Andere                                                 |                                                        |                          |                                         |        |        |
| Pyknodysostose                                         | Cathepsin K                                            | 1q21 (CTSK)              | 1:146.000                               | Q78.2  | [ 68 ] |
| Morbus Pompe                                           | Lysosomale α-Glucosidase                               | 17q25.2-3 (GAA)          | 1:192.000                               | E74.0  | [ 69 ] |
| Cystinose, nephropathisch                              | Cystin-Transporter                                     | 17p13 (CTNS)             | 1:528.000                               | E72.0  | [ 70 ] |
| Cystinose, adulte, nicht nephropathisch                | Cystin-Transporter                                     | 17p13 (CTNS)             | 1:528.000                               | E72.0  | [ 71 ] |
| Wolman-Krankheit/CESD                                  | lysosomale saure Lipase                                | 10q23.2–23.3 (LIPA)      | 1:700.000                               | E75.5  | [ 72 ] |